# دریا (رمان)
دریا (به انگلیسی: The Sea) هیجدهمین رمان نویسنده ایرلندی جان بنویل است. این رمان چاپ ۲۰۰۵ و برنده جایزه ادبی من بوکر در همان سال است.

## چکیده داستان
رمان دربارهٔ یک تاریخ‌شناس هنری است که پس از مرگ همسرش به یک شهر ساحلی ایرلند بازمی‌گردد که یک‌بار در دوران کودکی تعطیلاتی متلاطم را در آن گذرانده بود. در این سفر، عشقی فراموش شده از دوران نوجوانی، اولین عشقش را به خاطر می‌آورد و لحظه‌های آن سفر شورانگیز را تداعی می‌کند اما سرنوشت همیشه مکس رودن را شگفت‌زده کرده‌است. عشق در این داستان با ظرافت‌های روانشناختی و جزئی‌نگری استادانهٔ نویسنده تصویر شده‌است.

## جوایز
این رمان در سال ۲۰۰۵ جایزه ادبی من بوکر را از آن خود کرد.

## اقتباس
در سال ۲۰۱۱ براساس این رمان فیلمی با فیلمنامه بنویل و کارگردانی استفن براون ساخته شد.

## نقد و نظر
خود جان بنویل کتابش را «مطالعهٔ استادانهٔ اندوه، خاطره و عشق تداعی شده» خواند.